# ابروزردک ماداگاسکاری
ابروزردک ماداگاسکاری (نام علمی: Crossleyia xanthophrys)، که با نام اوگزیلابس ابروزرد نیز شناخته می‌شود، گونه‌ای از سسک ماداگاسکاری است که در گذشته در خانواده سسکان راستین (Sylviidae) قرار می‌گرفت. این پرنده که تنها در ماداگاسکار یافت می‌شود، تنها عضو سردهٔ Crossleyia است. زیستگاه طبیعی آن جنگل‌های کوهستانی نمناک نیمه‌گرمسیری یا گرمسیری است. این پرنده با از دست دادن زیستگاه در معرض تهدید قرار دارد.